# Catoptria europaeica
Catoptria europaeica is een vlinder uit de familie grasmotten (Crambidae). De wetenschappelijke naam is voor het eerst geldig gepubliceerd in 1965 door Stanisław Błeszyński.
De soort komt voor in Europa.